# Jean-Alexandre Talazac

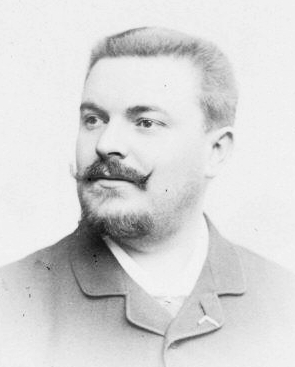
Jean-Alexandre Talazac (1886)

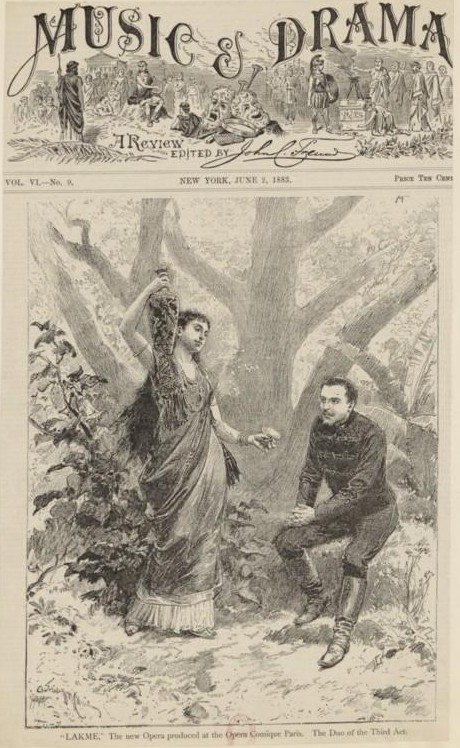
Talazac und van Zandt im dritten Akt von Lakmé (1883)

Jean-Alexandre Talazac (geboren 6. Mai 1851 in Bordeaux; gestorben 26. Dezember 1896 in Chatou) war ein französischer Opernsänger (Tenor).

## Leben
Jean-Alexandre Talazac gewann als Schüler des Konservatoriums Bordeaux einen Concours um einen Studienplatz am  Pariser Konservatorium. 1877 hatte er sein Bühnendebüt am Théâtre-Lyrique in Paris. 1878 begann seine große Karriere an der Opéra-Comique. Am 10. Februar 1881 sang er dort die Titelpartie in der postumen Uraufführung von Hoffmanns Erzählungen. Am 14. April 1883 sang er neben Marie van Zandt die männliche Hauptrolle in der Uraufführung von Lakmé von Léo Delibes. An der Seite von Marie Heilbronn folgte am 19. Januar 1884 die Uraufführung von Manon von Jules Massenet,  zusammen mit ihr gestaltete er 1885 auch die postume Uraufführung von Victor Massés Une Nuit de Cléopâtre. Eine weitere Beteiligung an einer Uraufführung war 1888 in Édouard Lalos Le roi d’Ys. Wichtig war die Pariser Premiere  Samson et Dalila von Camille Saint-Saëns im Jahr 1890. Talazac holte den ebenfalls aus Bordeaux stammenden Bariton Arthur Cobalet an die Opéra-Comique. Seine Frau, die Sopranistin Hélène Fauvelle, gab nach der Heirat 1880 ihre Bühnenkarriere auf. Eine Tochter, Odette Talazac, wurde Theater- und Filmschauspielerin.
Talazac war 1883 und zwischen 1887 und 1889 Gast in Monte Carlo, 1887 in Lissabon am Teatro Nacional de São Carlos. Im Jahr 1889 sang er am Théâtre Royal de la Monnaie in Brüssel und gab in London in der Covent Garden Opera den Alfredo, den Faust und den Nadir.
Talazac war auch als Konzertsänger aktiv.